# Gyula Szekfű

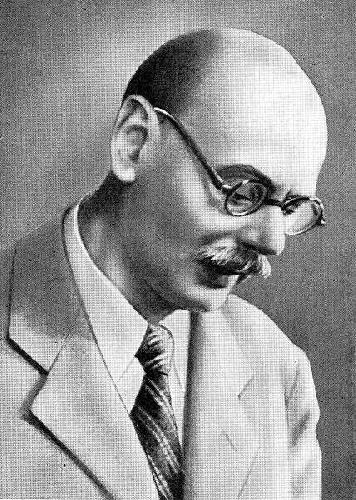

Gyula Szekfű (23 de mayo de 1883, Székesfehérvár – 29 de junio de 1955, Budapest) historiador húngaro, publicista, profesor universitario, miembro de la Academia de Ciencias de Hungría. Gyula Szekfű es considerado por muchos uno de los más grandes historiadores húngaros de la época contemporánea que ha dejado valiosas obras de investigación, densas y analíticas sobre el pasado de Hungría.

## Su familia
Gyula nació en una familia católica, su padre Ignác Szekfű fue abogado. Tuvo varios hermanos, se casó pero no tuvo hijos.

## Biografía
Gyula culminó sus estudios en el colegio principal de la Orden del Císter en Székesfehérvár, Hungría en 1900. Estudió en la Universidad real Húngara donde culminó sus estudios en la especialidad de historia, literatura e idiomas alemán y francés. Fue beneficiado de las becas estudiantiles de la residencia universitaria Eötvös József y entre 1905 y 1906 trabajó en el Museo Nacional Húngaro, para continuar sus labores entre 1908 y 1910 en el Archivo Nacional Húngaro. Paralelamente trabajó como asistiendo al Archivo de la Corte Imperial de Viena, a partir de 1908 como pasante, a partir de 1910 como compositor y luego de 1912 en el departamento de clasificación. Gyula vivió 17 años en Viena, donde en 1916 obtuvo capacitación personal como profesor de historia húngara de los Siglos XVI al XVIII. En 1924 alcanzó finalmente el título de profesor y un año después fue nombrado profesor universitario de historia húngara moderna. Fue también primero corresponsal a partir de 1925 y luego de 1941 miembro de la Academia de Ciencias de Hungría. 
Su obra Tres Generaciones (en húngaro: Három nemzedék) publicada en 1920 planteó la ideología comunista oficial del régimen que tomó el poder en Hungría luego de la revolución de 1918–1919 donde se estableció la República Soviética Húngara. Desde septiembre de 1927 hasta diciembre de 1939 fue redactor del periódico Magyar Szemle, donde apoyó constantemente la política del conde Esteban Bethlen. Durante la Segunda Guerra Mundial, se unió al frente de independencia popular de Bethlen y entre 1939 y 1944 fue publicista del periódico opositor Antinazi Magyar Nemzet. Proclamó la independencia y libertad de Hungría tanto en la palabra como en sus escritos y elaboró un artículo bajo el nombre de "El Concepto de Libertad" (en húngaro: A szabadság fogalma) para el ejemplar del periódico Népszava de la Navidad de 1941, donde continuó desarrollando su postura intelectual antinazi. Fue miembro y posteriormente presidente del Consejo de la Historia Húngara. En septiembre de 1942 testificó en el juicio de Schönherz junto a los comunistas. En enero de 1943 actuó como patrocinador principal en la celebración de los 120 años del nacimiento del poeta húngaro Sándor Petőfi. 
Con su serie de artículos bajo el nombre de "En algún lado perdimos el camino" (en húngaro: Valahol utat vesztettünk) que fue publicado entre 1943 y 1944-ben en el periódico Magyar Nemzet, criticó la política del régimen contrarrevolucionario, e invitó a examinar las concepciones democráticas de los reformistas de su época. Durante la ocupación nazi se retiró y luego de que Ferenc Szálasi tomó el poder se vio forzado a ocultarse. Vivió en Budapest durante el asedio de 1944. Pronto entró en contacto con la vida social democrática. Aceptó la situación política, que el antiguo régimen cayó, y que los comunistas llegaron al poder, así como que la Unión Soviética pasó a intervenir directamente en la política interna y externa húngara. No se alió con ningún partido político, aunque en otoño de 1945 tomó parte de la formación del partido Popular Cristiano Demócrata, llegando a ser considerado como uno de los posibles candidatos para ocupar su presidencia. El 2 de abril de 1945 en Budapest, con otras 8 personalidades cercanas fueron elegidas en la universidad como Miembros de la Asamblea Nacional provisoria.
El 15 de octubre de 1945 fue nombrado embajador extraordinario y con el rango de ministro, embajador de Moscú, siendo a partir de mayo de 1948 gran embajador. En este marco comenzaron las relaciones económicas y culturales entre los dos Estados, firmándose en 1948 la Cooperación Amistosa y recíproca de ayuda entre las dos naciones. El 10 de septiembre de 1948, luego de la toma de posesión del Partido de los Trabajadores Húngaros fue suspendido de su cargo, y en abril de 1949 el ministerio de relaciones exteriores lo retiró de todo tipo de actividad oficial. Fue miembro del Parlamento Húngaro desde mayo de 1953 y a partir del 21 de enero de 1954 fue miembro del Consejo presidencial hasta su muerte el 29 de junio de 1955.

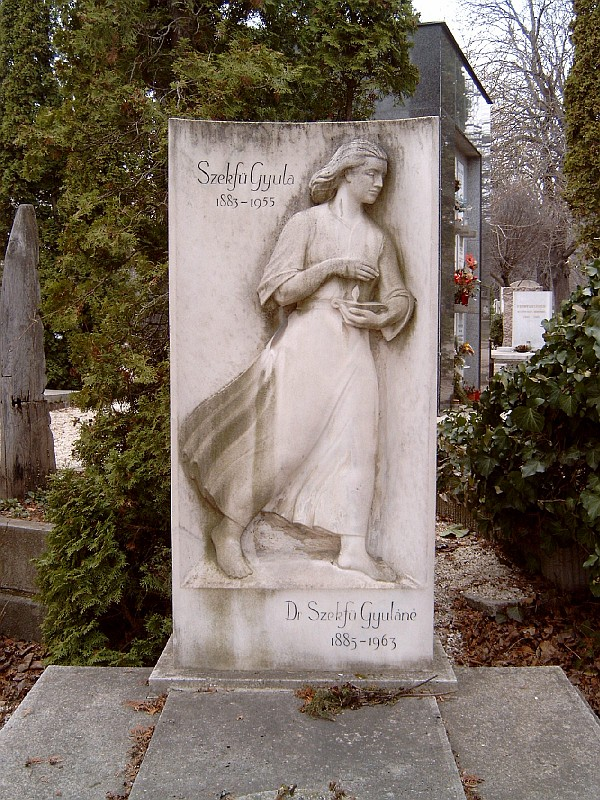
Tumba de Gyula Szekfű en Budapest. Cementerio de Farkasréti: 20. paseo-1-31/32. Obra de Pál Pátzay.

## Condecoraciones
- La Corona Corvina (1930)
- Gran Cruz de Honor de la República Húngara (1948)

## Obras principales
- El Rákóczi exiliado. A száműzött Rákóczi (Budapest, 1913)
- Tres generaciones. Három nemzedék (Budapest, 1920)
- La Historia Húngara I-VIII. (La parte medieval de la enciclopedia fue elaborada por su colega Bálint Hóman. Magyar történet I–VIII. (Budapest, 1929–1934)
- Tres Generaciones y lo que viene después. Három nemzedék és ami utána következik (Budapest, 1934)
- Luego de la Revolución. Forradalom után (Budapest, 1947)
- Pueblo, Nación, Estado. Selección de Estudios. 'Nép, nemzet, állam. Válogatott tanulmányok (Vál.: Erős Vilmos; Budapest, 2002)